# 1318
Portal Geschichte | Portal Biografien | Aktuelle Ereignisse | Jahreskalender | Tagesartikel

◄ |
13. Jahrhundert |
14. Jahrhundert
| 15. Jahrhundert | ►

◄ |
1280er |
1290er |
1300er |
1310er
| 1320er | 1330er | 1340er | ►

◄◄ |
◄ |
1314 |
1315 |
1316 |
1317 |
1318
| 1319 | 1320 | 1321 | 1322 | ► | ►►
Staatsoberhäupter  · Nekrolog
| Januar | Januar | Januar | Januar | Januar | Januar | Januar | Januar |
| Kw     | Mo     | Di     | Mi     | Do     | Fr     | Sa     | So     |
| ------ | ------ | ------ | ------ | ------ | ------ | ------ | ------ |
| 52     |        |        |        |        |        |        | 1      |
| 1      | 2      | 3      | 4      | 5      | 6      | 7      | 8      |
| 2      | 9      | 10     | 11     | 12     | 13     | 14     | 15     |
| 3      | 16     | 17     | 18     | 19     | 20     | 21     | 22     |
| 4      | 23     | 24     | 25     | 26     | 27     | 28     | 29     |
| 5      | 30     | 31     |        |        |        |        |        |

| Februar | Februar | Februar | Februar | Februar | Februar | Februar | Februar |
| Kw      | Mo      | Di      | Mi      | Do      | Fr      | Sa      | So      |
| ------- | ------- | ------- | ------- | ------- | ------- | ------- | ------- |
| 5       |         |         | 1       | 2       | 3       | 4       | 5       |
| 6       | 6       | 7       | 8       | 9       | 10      | 11      | 12      |
| 7       | 13      | 14      | 15      | 16      | 17      | 18      | 19      |
| 8       | 20      | 21      | 22      | 23      | 24      | 25      | 26      |
| 9       | 27      | 28      |         |         |         |         |         |

| März | März | März | März | März | März | März | März |
| Kw   | Mo   | Di   | Mi   | Do   | Fr   | Sa   | So   |
| ---- | ---- | ---- | ---- | ---- | ---- | ---- | ---- |
| 9    |      |      | 1    | 2    | 3    | 4    | 5    |
| 10   | 6    | 7    | 8    | 9    | 10   | 11   | 12   |
| 11   | 13   | 14   | 15   | 16   | 17   | 18   | 19   |
| 12   | 20   | 21   | 22   | 23   | 24   | 25   | 26   |
| 13   | 27   | 28   | 29   | 30   | 31   |      |      |

| April | April | April | April | April | April | April | April |
| Kw    | Mo    | Di    | Mi    | Do    | Fr    | Sa    | So    |
| ----- | ----- | ----- | ----- | ----- | ----- | ----- | ----- |
| 13    |       |       |       |       |       | 1     | 2     |
| 14    | 3     | 4     | 5     | 6     | 7     | 8     | 9     |
| 15    | 10    | 11    | 12    | 13    | 14    | 15    | 16    |
| 16    | 17    | 18    | 19    | 20    | 21    | 22    | 23    |
| 17    | 24    | 25    | 26    | 27    | 28    | 29    | 30    |

| Mai | Mai | Mai | Mai | Mai | Mai | Mai | Mai |
| Kw  | Mo  | Di  | Mi  | Do  | Fr  | Sa  | So  |
| --- | --- | --- | --- | --- | --- | --- | --- |
| 18  | 1   | 2   | 3   | 4   | 5   | 6   | 7   |
| 19  | 8   | 9   | 10  | 11  | 12  | 13  | 14  |
| 20  | 15  | 16  | 17  | 18  | 19  | 20  | 21  |
| 21  | 22  | 23  | 24  | 25  | 26  | 27  | 28  |
| 22  | 29  | 30  | 31  |     |     |     |     |

| Juni | Juni | Juni | Juni | Juni | Juni | Juni | Juni |
| Kw   | Mo   | Di   | Mi   | Do   | Fr   | Sa   | So   |
| ---- | ---- | ---- | ---- | ---- | ---- | ---- | ---- |
| 22   |      |      |      | 1    | 2    | 3    | 4    |
| 23   | 5    | 6    | 7    | 8    | 9    | 10   | 11   |
| 24   | 12   | 13   | 14   | 15   | 16   | 17   | 18   |
| 25   | 19   | 20   | 21   | 22   | 23   | 24   | 25   |
| 26   | 26   | 27   | 28   | 29   | 30   |      |      |

| Juli | Juli | Juli | Juli | Juli | Juli | Juli | Juli |
| Kw   | Mo   | Di   | Mi   | Do   | Fr   | Sa   | So   |
| ---- | ---- | ---- | ---- | ---- | ---- | ---- | ---- |
| 26   |      |      |      |      |      | 1    | 2    |
| 27   | 3    | 4    | 5    | 6    | 7    | 8    | 9    |
| 28   | 10   | 11   | 12   | 13   | 14   | 15   | 16   |
| 29   | 17   | 18   | 19   | 20   | 21   | 22   | 23   |
| 30   | 24   | 25   | 26   | 27   | 28   | 29   | 30   |
| 31   | 31   |      |      |      |      |      |      |

| August | August | August | August | August | August | August | August |
| Kw     | Mo     | Di     | Mi     | Do     | Fr     | Sa     | So     |
| ------ | ------ | ------ | ------ | ------ | ------ | ------ | ------ |
| 31     |        | 1      | 2      | 3      | 4      | 5      | 6      |
| 32     | 7      | 8      | 9      | 10     | 11     | 12     | 13     |
| 33     | 14     | 15     | 16     | 17     | 18     | 19     | 20     |
| 34     | 21     | 22     | 23     | 24     | 25     | 26     | 27     |
| 35     | 28     | 29     | 30     | 31     |        |        |        |

| September | September | September | September | September | September | September | September |
| Kw        | Mo        | Di        | Mi        | Do        | Fr        | Sa        | So        |
| --------- | --------- | --------- | --------- | --------- | --------- | --------- | --------- |
| 35        |           |           |           |           | 1         | 2         | 3         |
| 36        | 4         | 5         | 6         | 7         | 8         | 9         | 10        |
| 37        | 11        | 12        | 13        | 14        | 15        | 16        | 17        |
| 38        | 18        | 19        | 20        | 21        | 22        | 23        | 24        |
| 39        | 25        | 26        | 27        | 28        | 29        | 30        |           |

| Oktober | Oktober | Oktober | Oktober | Oktober | Oktober | Oktober | Oktober |
| Kw      | Mo      | Di      | Mi      | Do      | Fr      | Sa      | So      |
| ------- | ------- | ------- | ------- | ------- | ------- | ------- | ------- |
| 39      |         |         |         |         |         |         | 1       |
| 40      | 2       | 3       | 4       | 5       | 6       | 7       | 8       |
| 41      | 9       | 10      | 11      | 12      | 13      | 14      | 15      |
| 42      | 16      | 17      | 18      | 19      | 20      | 21      | 22      |
| 43      | 23      | 24      | 25      | 26      | 27      | 28      | 29      |
| 44      | 30      | 31      |         |         |         |         |         |

| November | November | November | November | November | November | November | November |
| Kw       | Mo       | Di       | Mi       | Do       | Fr       | Sa       | So       |
| -------- | -------- | -------- | -------- | -------- | -------- | -------- | -------- |
| 44       |          |          | 1        | 2        | 3        | 4        | 5        |
| 45       | 6        | 7        | 8        | 9        | 10       | 11       | 12       |
| 46       | 13       | 14       | 15       | 16       | 17       | 18       | 19       |
| 47       | 20       | 21       | 22       | 23       | 24       | 25       | 26       |
| 48       | 27       | 28       | 29       | 30       |          |          |          |

| Dezember | Dezember | Dezember | Dezember | Dezember | Dezember | Dezember | Dezember |
| Kw       | Mo       | Di       | Mi       | Do       | Fr       | Sa       | So       |
| -------- | -------- | -------- | -------- | -------- | -------- | -------- | -------- |
| 48       |          |          |          |          | 1        | 2        | 3        |
| 49       | 4        | 5        | 6        | 7        | 8        | 9        | 10       |
| 50       | 11       | 12       | 13       | 14       | 15       | 16       | 17       |
| 51       | 18       | 19       | 20       | 21       | 22       | 23       | 24       |
| 52       | 25       | 26       | 27       | 28       | 29       | 30       | 31       |

| Januar | Januar | Januar | Januar | Januar | Januar | Januar | Januar |
| Kw     | Mo     | Di     | Mi     | Do     | Fr     | Sa     | So     |
| ------ | ------ | ------ | ------ | ------ | ------ | ------ | ------ |
| 52     |        |        |        |        |        |        | 1      |
| 1      | 2      | 3      | 4      | 5      | 6      | 7      | 8      |
| 2      | 9      | 10     | 11     | 12     | 13     | 14     | 15     |
| 3      | 16     | 17     | 18     | 19     | 20     | 21     | 22     |
| 4      | 23     | 24     | 25     | 26     | 27     | 28     | 29     |
| 5      | 30     | 31     |        |        |        |        |        |

| Februar | Februar | Februar | Februar | Februar | Februar | Februar | Februar |
| Kw      | Mo      | Di      | Mi      | Do      | Fr      | Sa      | So      |
| ------- | ------- | ------- | ------- | ------- | ------- | ------- | ------- |
| 5       |         |         | 1       | 2       | 3       | 4       | 5       |
| 6       | 6       | 7       | 8       | 9       | 10      | 11      | 12      |
| 7       | 13      | 14      | 15      | 16      | 17      | 18      | 19      |
| 8       | 20      | 21      | 22      | 23      | 24      | 25      | 26      |
| 9       | 27      | 28      |         |         |         |         |         |

| März | März | März | März | März | März | März | März |
| Kw   | Mo   | Di   | Mi   | Do   | Fr   | Sa   | So   |
| ---- | ---- | ---- | ---- | ---- | ---- | ---- | ---- |
| 9    |      |      | 1    | 2    | 3    | 4    | 5    |
| 10   | 6    | 7    | 8    | 9    | 10   | 11   | 12   |
| 11   | 13   | 14   | 15   | 16   | 17   | 18   | 19   |
| 12   | 20   | 21   | 22   | 23   | 24   | 25   | 26   |
| 13   | 27   | 28   | 29   | 30   | 31   |      |      |

| April | April | April | April | April | April | April | April |
| Kw    | Mo    | Di    | Mi    | Do    | Fr    | Sa    | So    |
| ----- | ----- | ----- | ----- | ----- | ----- | ----- | ----- |
| 13    |       |       |       |       |       | 1     | 2     |
| 14    | 3     | 4     | 5     | 6     | 7     | 8     | 9     |
| 15    | 10    | 11    | 12    | 13    | 14    | 15    | 16    |
| 16    | 17    | 18    | 19    | 20    | 21    | 22    | 23    |
| 17    | 24    | 25    | 26    | 27    | 28    | 29    | 30    |

| Mai | Mai | Mai | Mai | Mai | Mai | Mai | Mai |
| Kw  | Mo  | Di  | Mi  | Do  | Fr  | Sa  | So  |
| --- | --- | --- | --- | --- | --- | --- | --- |
| 18  | 1   | 2   | 3   | 4   | 5   | 6   | 7   |
| 19  | 8   | 9   | 10  | 11  | 12  | 13  | 14  |
| 20  | 15  | 16  | 17  | 18  | 19  | 20  | 21  |
| 21  | 22  | 23  | 24  | 25  | 26  | 27  | 28  |
| 22  | 29  | 30  | 31  |     |     |     |     |

| Juni | Juni | Juni | Juni | Juni | Juni | Juni | Juni |
| Kw   | Mo   | Di   | Mi   | Do   | Fr   | Sa   | So   |
| ---- | ---- | ---- | ---- | ---- | ---- | ---- | ---- |
| 22   |      |      |      | 1    | 2    | 3    | 4    |
| 23   | 5    | 6    | 7    | 8    | 9    | 10   | 11   |
| 24   | 12   | 13   | 14   | 15   | 16   | 17   | 18   |
| 25   | 19   | 20   | 21   | 22   | 23   | 24   | 25   |
| 26   | 26   | 27   | 28   | 29   | 30   |      |      |

| Juli | Juli | Juli | Juli | Juli | Juli | Juli | Juli |
| Kw   | Mo   | Di   | Mi   | Do   | Fr   | Sa   | So   |
| ---- | ---- | ---- | ---- | ---- | ---- | ---- | ---- |
| 26   |      |      |      |      |      | 1    | 2    |
| 27   | 3    | 4    | 5    | 6    | 7    | 8    | 9    |
| 28   | 10   | 11   | 12   | 13   | 14   | 15   | 16   |
| 29   | 17   | 18   | 19   | 20   | 21   | 22   | 23   |
| 30   | 24   | 25   | 26   | 27   | 28   | 29   | 30   |
| 31   | 31   |      |      |      |      |      |      |

| August | August | August | August | August | August | August | August |
| Kw     | Mo     | Di     | Mi     | Do     | Fr     | Sa     | So     |
| ------ | ------ | ------ | ------ | ------ | ------ | ------ | ------ |
| 31     |        | 1      | 2      | 3      | 4      | 5      | 6      |
| 32     | 7      | 8      | 9      | 10     | 11     | 12     | 13     |
| 33     | 14     | 15     | 16     | 17     | 18     | 19     | 20     |
| 34     | 21     | 22     | 23     | 24     | 25     | 26     | 27     |
| 35     | 28     | 29     | 30     | 31     |        |        |        |

| September | September | September | September | September | September | September | September |
| Kw        | Mo        | Di        | Mi        | Do        | Fr        | Sa        | So        |
| --------- | --------- | --------- | --------- | --------- | --------- | --------- | --------- |
| 35        |           |           |           |           | 1         | 2         | 3         |
| 36        | 4         | 5         | 6         | 7         | 8         | 9         | 10        |
| 37        | 11        | 12        | 13        | 14        | 15        | 16        | 17        |
| 38        | 18        | 19        | 20        | 21        | 22        | 23        | 24        |
| 39        | 25        | 26        | 27        | 28        | 29        | 30        |           |

| Oktober | Oktober | Oktober | Oktober | Oktober | Oktober | Oktober | Oktober |
| Kw      | Mo      | Di      | Mi      | Do      | Fr      | Sa      | So      |
| ------- | ------- | ------- | ------- | ------- | ------- | ------- | ------- |
| 39      |         |         |         |         |         |         | 1       |
| 40      | 2       | 3       | 4       | 5       | 6       | 7       | 8       |
| 41      | 9       | 10      | 11      | 12      | 13      | 14      | 15      |
| 42      | 16      | 17      | 18      | 19      | 20      | 21      | 22      |
| 43      | 23      | 24      | 25      | 26      | 27      | 28      | 29      |
| 44      | 30      | 31      |         |         |         |         |         |

| November | November | November | November | November | November | November | November |
| Kw       | Mo       | Di       | Mi       | Do       | Fr       | Sa       | So       |
| -------- | -------- | -------- | -------- | -------- | -------- | -------- | -------- |
| 44       |          |          | 1        | 2        | 3        | 4        | 5        |
| 45       | 6        | 7        | 8        | 9        | 10       | 11       | 12       |
| 46       | 13       | 14       | 15       | 16       | 17       | 18       | 19       |
| 47       | 20       | 21       | 22       | 23       | 24       | 25       | 26       |
| 48       | 27       | 28       | 29       | 30       |          |          |          |

| Dezember | Dezember | Dezember | Dezember | Dezember | Dezember | Dezember | Dezember |
| Kw       | Mo       | Di       | Mi       | Do       | Fr       | Sa       | So       |
| -------- | -------- | -------- | -------- | -------- | -------- | -------- | -------- |
| 48       |          |          |          |          | 1        | 2        | 3        |
| 49       | 4        | 5        | 6        | 7        | 8        | 9        | 10       |
| 50       | 11       | 12       | 13       | 14       | 15       | 16       | 17       |
| 51       | 18       | 19       | 20       | 21       | 22       | 23       | 24       |
| 52       | 25       | 26       | 27       | 28       | 29       | 30       | 31       |

## Ereignisse

### Politik und Weltgeschehen

#### Asien
- 29. März: Go-Daigo wird nach der Abdankung von Hanazono 96. Kaiser von Japan. Damit endet die Kamakura-Zeit und die Muromachi-Zeit beginnt. Zu Beginn der Muromachi-Zeit ist das von Minamoto no Yoritomo errichtete Shōgunat die zentrale Macht im Land.

#### Osteuropa
- 22. November: Großfürst Michail Jaroslawitsch von Twer, der am 6. September in die Horde gekommen ist, wird nach grausamen Folterungen auf Befehl von Usbek Khan hingerichtet. Sein Moskauer Konkurrent Juri I. Daniilowitsch, der mit teilweise gefälschten Anschuldigungen seine Bestrafung betrieben hat, wird neuer Großfürst von Wladimir.

#### Östlicher Mittelmeerraum
- Nikola Orsini, seit dem Vorjahr Pfalzgraf von Kephalonia, erscheint am Hof von Arta, wo er seinen Onkel mütterlicherseits Thomas Komnenos Dukas Angelos ermordet, und die Herrschaft im Despotat Epirus an sich reißt. Inwieweit Nikola diesen kühnen Schritt politisch vorbereitet hat, ist unbekannt. Der epirotische Adel akzeptiert den neuen Herrscher ohne Zögern. Um seine Position weiter zu festigen, heiratet Nikola Anna Palaiologina, die verstoßene Witwe seines Vorgängers. Anlässlich seiner Vermählung tritt Nikola zur orthodoxen Kirche über, was sein Ansehen beim griechischen Klerus und Volk sehr stärkt.

#### Heiliges Römisches Reich
- 22. September: Otto wird nach dem Tod seines Vaters Albrecht II. Herzog von Braunschweig-Lüneburg, Fürst von Braunschweig-Wolfenbüttel und Fürst von Göttingen.
- Herzog Leopold I. von Habsburg belagert erfolglos die von Bern unterstützte Stadt Solothurn. Nach dieser Niederlage gegen die Alte Eidgenossenschaft sehen sich die Habsburger gezwungen, den Waldstätten im Morgartenkrieg einen vorläufig für zehn Monate geltenden Waffenstillstand zu gewähren.

#### Britische Inseln
- 1. April: Walter Stewart, 6. High Steward of Scotland, erobert Berwick von den Engländern. Die Burg fällt erst nach dreimonatiger Belagerung.
- 9. August: Der Vertrag von Leake soll die politischen Spannungen zwischen dem englischen König Eduard II. und seinem mächtigen Cousin Thomas of Lancaster beseitigen.
- 14. Oktober: Die irisch-schottische Armee wird in der Schlacht von Faughart von englischen Truppen vernichtend geschlagen. Der irische Hochkönig Edward Bruce kommt dabei ums Leben.

#### Urkundliche Ersterwähnungen
- Braunshardt, Calberlah, Feuerthalen, Ittigen, Mastrils, Schwaderloch, Wil AG, Wolfschlugen und Százhalombatta werden erstmals urkundlich erwähnt.

### Religion

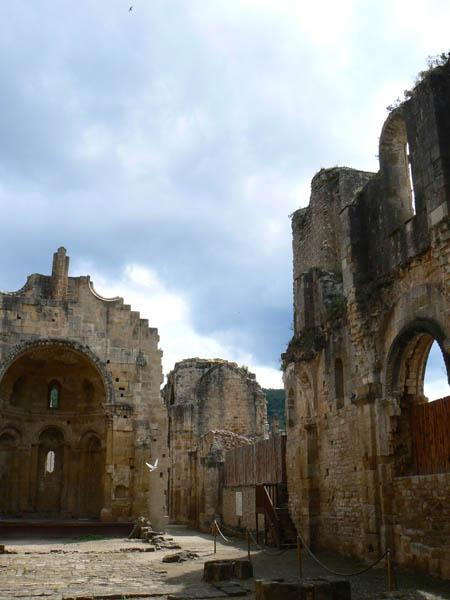
Überreste der Kathedrale Ste-Marie in Alet-les-Bains

- 28. Februar: Mittels päpstlicher Bulle errichtet Papst Johannes XXII. aus Gebietsabtretungen des Erzbistums Narbonne das Bistum Alet. Erster Bischof wird Barthélemy. Die Abteikirche Sainte-Marie wird zur Kathedrale.
- Nach dem Tod von Wulfing von Stubenberg am 14. März werden in einer Doppelwahl Ulrich von Schlüsselberg und Konrad von Giech zum Bischof von Bamberg gewählt. Die beiden Konkurrenten begeben sich zu Papst Johannes XXII. nach Avignon, wo die Untersuchung der Wahl geplant ist. Auf dem Weg dorthin stirbt Konrad von Giech unerwartet. Aber Ulrich verzichtet aus ungeklärten Gründen auf seine Rechte, als sich die Untersuchung der Wahl in Avignon verzögert.
- 31. März: Heinrich III. von Daun wird vom Wormser Domkapitel einstimmig zum Nachfolger des kurz zuvor verstorbenen Emmerich von Schöneck als Wormser Bischof gewählt. Der Mainzer Erzbischof Peter von Aspelt konfirmiert die Entscheidung am 5. Juni.

### Katastrophen
- Seit 1315 herrscht eine große mehrjährige Hungersnot in ganz Nordeuropa, die zum Teil bis 1322 andauert.

### Natur und Umwelt
- Wetter: In Köln gibt es Schneefall am 30. Juni.

## Geboren

### Geburtsdatum gesichert
- 18. Juni: Eleonore von England, englische Prinzessin, durch Heirat Herzogin von Geldern († 1355)
- 29. Juni: Yusuf I., Emir von Granada († 1354)

### Genaues Geburtsdatum unbekannt
- Albrecht II., Herzog zu Mecklenburg († 1379)
- Baha-ud-Din Naqschband, Gründer eines muslimischen Sufi-Ordens († 1389)
- Giovanni de Dondi, italienischer Gelehrter und Hochschullehrer († 1389)
- Jean III. de Melun, französischer Adeliger († 1382)
- John de Beaumont, englischer Adeliger († 1342)
- Margarete Maultasch, Gräfin von Tirol und Görz († 1369)

### Geboren um 1318
- James Audley, englischer Militär († 1369)
- Margaret de Percy, englische Adelige († 1375)
- Eleanor von Lancaster, Hofdame bei Philippa, Königin von England († 1372)
- Urban VI., Papst († 1389)
- Benintendi de’ Ravegnani, Großkanzler Venedigs († 1365)

## Gestorben

### Erstes Halbjahr
- 17. Januar: Erwin von Steinbach, deutscher Baumeister der Hochgotik (* um 1244)
- 27. Januar: Konrad I. Zobel, Abt des Benediktinerklosters in Münsterschwarzach
- 23. Januar oder 10. Februar: Emmerich von Schöneck, Bischof von Worms
- nach dem 26. Januar: Gilbert Middleton, englischer Ritter und Rebell
- 14. Februar: Heinrich I., Markgraf von Brandenburg (* 1256)
- 14. Februar: Margarethe von Frankreich, Königin von England (* um 1282)
- 16. Februar: Waldemar Magnusson, schwedischer Prinz und Herzog von Finnland (* um 1285)
- 14. März: Wulfing von Stubenberg, Bischof von Lavant sowie Fürstbischof von Bamberg (* 1259)
- 10. Mai: Richard de Clare, anglo-irischer Adeliger (* um 1285)
- 13. Juni: Elisabeth von Bussnang, Äbtissin im Damenstift Säckingen
- 23. Juni: Gilles I. Aycelin de Montaigut, Erzbischof von Narbonne und Rouen

### Zweites Halbjahr
- 13. Juli: Heinrich II. von Woldenberg, Bischof von Hildesheim
- 26. Juli: Nikolaus I., Begründer des Herzogtums Troppau (* um 1255)
- 14. August: Giacomo Colonna, Kardinal der katholischen Kirche (* um 1250)
- 19. August: Gerhard von Bevar, Bischof von Konstanz (* vor 1280)
- 24. August: Richard Newport, englischer Geistlicher
- August:  Sophia von Landsberg, Herzogin von Glogau und Äbtissin des Klosters Weißenfels (* 1258/1259)
- 22. September: Albrecht II., der Fette, Herzog von Braunschweig-Wolfenbüttel-Göttingen (* 1268)
- 29. September: Imagina von Limburg, Frau von König Adolf von Nassau Königin von Deutschland (* um 1255)
- 14. Oktober: Edward Bruce, Hochkönig von Irland und Bruder des schottischen Königs Robert I. (* 1275)
- 4. November: Raschīd ad-Dīn, persischer Wesir und Schriftsteller (* 1247)
- 22. November: Michail Jaroslawitsch, Großfürst von Twer und Wladimir aus dem Geschlecht der Rurikiden (* 1271)
- 25. November: Philipp von Ibelin, Seneschall von Zypern (* um 1255)
- 29. November: Heinrich von Meißen („Frauenlob“), deutscher Minnesänger (* 1260)

### Genaues Todesdatum unbekannt
- zwischen 15. Mai und 20. August: Otto IV. Graf von Weimar-Orlamünde
- Abu Hammu I. Musa, Sultan der Abdalwadiden in Algerien
- Abdiso bar Brika, armenischer Schriftsteller und nestorianischer Bischof (* vor 1291)
- Egino II., Graf von Freiburg
- Heinrich, Markgraf von Hachberg-Sausenberg (* 1300)
- Johannes II. Dukas, Herrscher von Thessalien und Zentralgriechenland (* um 1295)
- Llywelyn Bren, walisischer Adeliger und Rebell
- Erik Magnusson, schwedischer Herzog und Sohn des Magnus Ladulås (* 1282)
- Thomas Komnenos Dukas Angelos, Despot von Epiros (* um 1288)